# 소금평원쥐
소금평원쥐 또는 델리키트소금평원쥐(Salinomys delicatus)는 비단털쥐과 목화쥐아과에 속하는 설치류의 일종이다. 소금평원쥐속(Salinomys)의 유일종이다. 서식지는 아르헨티나 중서부 해발 약 400m의 몬테 사막의 관목 지대 가장자리의 소금 평원(살리나스 그란데스와 같은)이다. 근연종은 차코쥐류의 종이다.